# بروک بنجامین
توماس بروک بنجامین (انگلیسی: Thomas Brooke Benjamin؛ ۱۵ آوریل ۱۹۲۹ – ۱۶ اوت ۱۹۹۵) یک فیزیکدان در زمینه دینامیک شاره‌ها و ریاضی‌داندر زمینه آنالیز ریاضی اهل بریتانیا بود.